# Jacob Albert Fabian
Jacob Albert Fabian, född 11 april 1794 i Elberfeld, Kejsardömet Tyskland, död 12 augusti 1830 i Tyska S:ta Gertruds församling, Stockholm, var en svensk klarinettist och violinist vid Kungliga hovkapellet.

## Biografi
Jacob Albert Fabian föddes 1794 i Elberfeld i Tyskland som son till stadsmusikanten Wienand Fabian. Han anställdes 1 september 1815 som violinist vid Kungliga hovkapellet i Stockholm och från 1 juli 1824 som klarinettist vid hovkapellet. Han gifte sig med Christiana Maria Masuhr. Fabian avled 1830 i i Tyska S:ta Gertruds församling i Stockholm.